# 卡斯蒂列霍德罗夫莱多
卡斯蒂列霍德罗夫莱多，是西班牙卡斯蒂利亚-莱昂索里亚省的一个市镇。总面积53平方公里，总人口178人（2001年），人口密度3人/平方公里。